# Idactus minimus
Idactus minimus är en skalbaggsart som beskrevs av Teocchi och Henri L. Sudre 2002. Idactus minimus ingår i släktet Idactus och familjen långhorningar.
Artens utbredningsområde är Kenya. Inga underarter finns listade i Catalogue of Life.